# Бубањ и бас / Ја и мој ауто
Бубањ и бас / Ја и мој ауто је други сингл музичке рок групе Галија. Објављен је 1986. године за издавачку кућу ПГП РТБ на винил формату.